# Fazu Aliyeva
Fazu Alijeva (5 de dezembro de 1932 – 1 de janeiro de 2016) foi uma poeta, novelista e jornalista russa.
Aliyeva morreu em Makhachkala, Daguestão, Rússia no dia 1 de janeiro de 2016 de insuficiência cardíaca aos 83 anos.